# Evergreen Park
Evergreen Park est une ville située dans la proche banlieue de Chicago au nord-est de l'État de l'Illinois dans le comté de Cook aux États-Unis. Elle partage ses frontières municipales avec la ville de Chicago, au sud, à l'est et au nord.